# Dinómaca
Dinómaca (griego antiguo Δεινομάχη), fue una mujer de la nobleza ateniense, que vivió en el siglo V a. C., conocida por ser la madre del célebre general ateniense Alcibíades, nacido de su matrimonio con Clinias) (h. 485-447 a. C.). Pertenecía a la familia de los Alcmeónidas, y era hija de Megacles, y sobrina nieta de Clístenes, el famoso legislador ateniense.
La información de Plutarco relativa a que la primera esposa de Pericles era pariente suya, pero de la cual no facilita el nombre, ha suscitado el debate de si se trataba de Dinómaca. Para Bicknell sería la hermana de ésta. De la misma opinión son Davies y Thompson. Cromey afirma que fue Dinómaca, no la hermana.
El historiador Simon Verdegem llama la atención sobre la etimología de su nombre: deínos (δεινός) + máche (μάχη) = «hábil en el combate», y la pone en relación con la vida de su hijo, caracterizada por su habilidad militar y por el prestigio de que gozó en su época.